# Cabeça de Porco (livro)
Cabeça de Porco é um livro de sociologia e filosofia lançado em 2005 pela editora Objetiva, escrito por Celso Athayde, MV Bill e Luiz Eduardo Soares. Ele relata e analisa a violência urbana originada do tráfico de drogas, com dados apresentados baseados em pesquisas, entrevistas e filmagens feitas por todo o Brasil.